# Collision stellaire

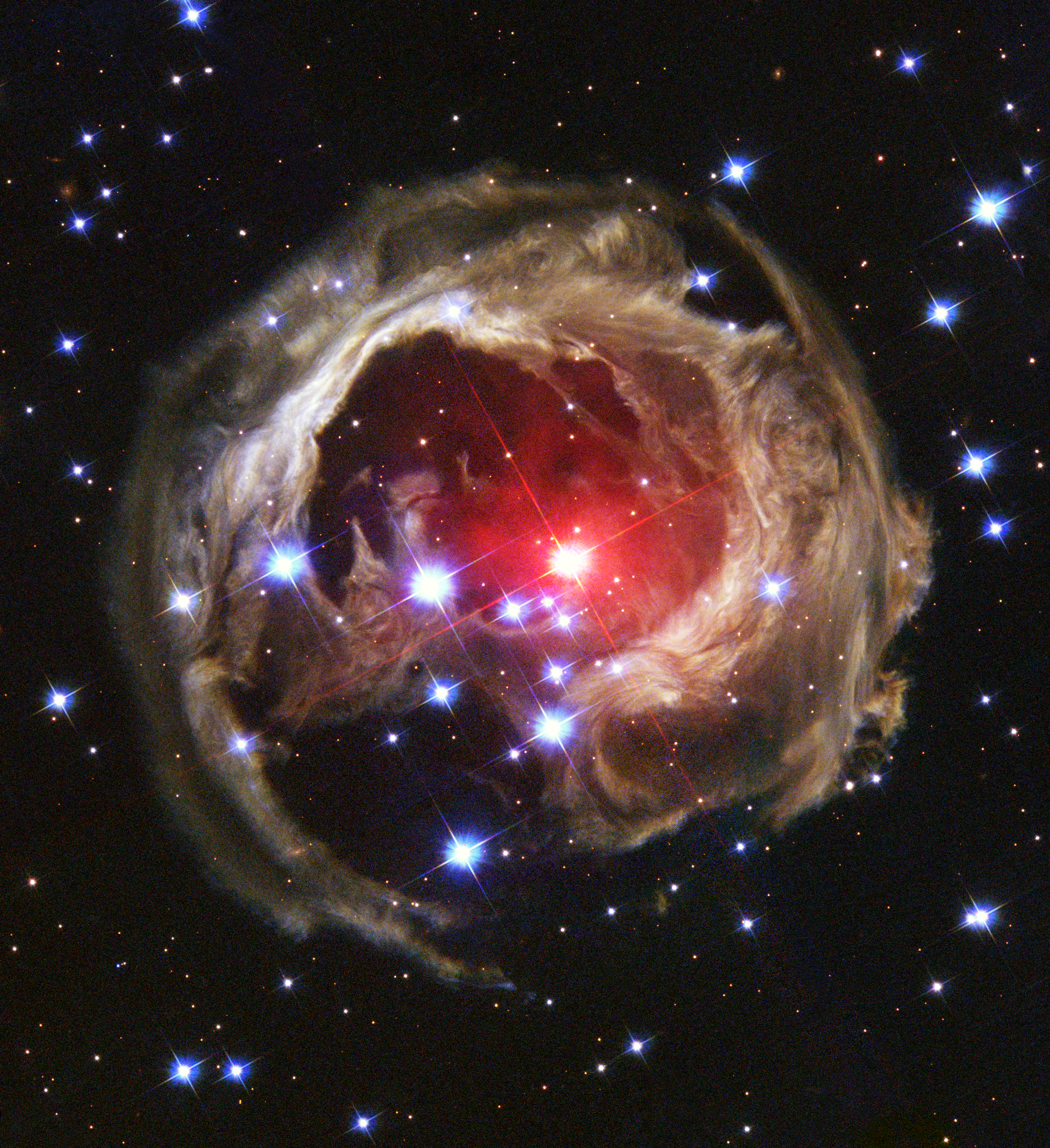
L'étoile V838 Monocerotis de la constellation de la Licorne serait le résultat d'une collision stellaire.

Une collision stellaire est la rencontre de deux étoiles en mouvement,. La rencontre de ces deux corps forme généralement, sous l'effet de la gravité, un corps plus gros. 
Contrairement aux collisions galactiques, les collisions stellaires sont très rares, notamment en raison de la grande distance entre les étoiles.
Bien que la collision entre deux étoiles soit un phénomène extrêmement peu probable, il semblerait que de telles collisions d’étoiles se produisent fréquemment dans les amas d'étoiles, particulièrement dans les amas globulaires.

## Amas globulaires
Les amas globulaires sont caractérisés par l'âge très avancé de leurs étoiles, soit en moyenne au moins 10 milliards d'années. Cependant, des astronomes ont observé des étoiles beaucoup plus jeunes dans ces amas, des géantes bleues surnommées « traînardes bleues ». Ils se sont alors questionnés sur la formation de ces étoiles, ils émirent deux hypothèses : ces nouvelles étoiles seraient le résultat d'une collision entre deux étoiles ou du transfert de masse dans un couple d'étoiles binaires. Les deux hypothèses seraient véridiques. 
Les étoiles d'un amas stellaire sont susceptibles d'entrer en collision les unes avec les autres en raison de l'« évaporation » de ce dernier. En effet, le passage à proximité de deux ou plusieurs étoiles engendre un échange d'énergie qui peut mener à l'éjection des étoiles les plus légères de l'amas. Étant donné que les étoiles expulsées emportent un peu d'énergie avec elles, la conservation de l'énergie implique que les étoiles qui demeurent dans l'amas se serrent un peu les unes sur les autres. Cela densifie le cœur de l'amas et augmente les probabilités que certaines étoiles s'entrechoquent.

## Étoiles à neutrons
Les collisions d'étoiles à neutrons engendreraient un résultat similaire aux supernovas thermonucléaires. Lorsque deux étoiles à neutrons sont en orbite l'une autour de l'autre, leurs orbites mutuelles se resserrent inexorablement, essentiellement par radiation gravitationnelle. Quand celles-ci se rencontrent, il se produit une collision qui mène à la formation d'un trou noir. Il y aurait alors la création d'un champ magnétique très puissant en à peine une ou deux millisecondes. Cela amène des chercheurs à penser que ces collisions mèneraient à certains types de sursauts gamma,,.
En juillet 2013, le chercheur Edo Berger a émis l'hypothèse qu'une fraction substantielle des éléments les plus lourds, dont l'or, proviendraient de la collision entre deux étoiles à neutrons, par le processus r.

## Effet de marée
Bien qu'un trou noir constitue une « cible » plus petite qu'une étoile normale, les forces de marée qu'il exerce sont susceptibles de déformer les étoiles passant à proximité. En raison de la dissipation d'énergie provoquée par cette déformation, l'étoile peut se retrouver piégée et mise en orbite autour de celui-ci. Une fois en orbite, la collision entre l'étoile et le trou noir se produira assez rapidement.[réf. nécessaire]

## Collisions entre galaxies
La distance relativement faible entre galaxies voisines et la durée de l'interaction entre ces dernières font en sorte que les collisions galactiques sont beaucoup plus fréquentes que les collisions stellaires. Lors des collisions de galaxies, très peu d'étoiles feront de même étant donné que la distance entre les étoiles est très élevée.